# UsTLD Dispute Resolution Policy
Die usTLD Dispute Resolution Policy (usDRP) ist ein ausschließlich auf die unter der US-amerikanischen länderspezifischen Top-Level-Domain .us registrierten Domainnamen anwendbares alternatives Streitschlichtungsverfahren, das vom Handelsministerium der Vereinigten Staaten am 21. Februar 2002 eingeführt wurde.

## Grundlagen
Nach § 4(a) der usDRP besteht ein Übertragung- oder Löschungsanspruch, wenn ein Domainname
- mit einer Marke oder einem Dienstleistungszeichen des Beschwerdeführers identisch oder verwechslungsfähig ähnlich ist („Your domain name is identical or confusingly similar to a trademark or service mark in which the Complainant has rights“) und
- der Domaininhaber selbst keine Rechte oder berechtigte Interessen an dem Domainnamen hat („You have no rights or legitimate interests in respect of the domain name“) und
- der Domainname bösgläubig registriert wurde oder benutzt wird („Your domain name has been registered in bad faith or is being used in bad faith“).

Einziger Unterschied zur Uniform Domain Name Dispute Resolution Policy (UDRP) ist, dass lediglich nachgewiesen werden muss, dass der Domainname bösgläubig registriert oder benutzt wurde, wohingegen die UDRP das kumulative Vorliegen dieser Tatbestandsmerkmale verlangt.

## Statistisches
Seit der Einführung der usTLD Dispute Resolution Policy (usDRP) wurden bislang 339 Fälle anhängig gemacht, eine im Vergleich zur Uniform Domain Name Dispute Resolution Policy (UDRP) mit bislang über 20.000 Fällen sehr geringe Zahl. Die Fallzahlen werden sich kontinuierlich steigern, da es sich bei der ccTLD „.us“ um eine der am stärksten wachsenden Top-Level-Domains mit derzeit ca. 1,7 Millionen Registrierungen handelt.